# Памятник Юрию Гагарину (Пекин)
Памятник Юрию Гагарину в Пекине был установлен 12 апреля 2014 года. Памятник размещается рядом со зданием культурного центра Российской Федерации в Пекине.
Автором памятника является скульптор Алексей Леонов.
Открытие памятника было приурочено к международному Дню космонавтики и восьмидесятилетию со дня рождения Юрия Гагарина.

## История
Открытие памятника было проведено в рамках проходивших в 2014 и 2015 годах дружеских молодёжных обменов, которые проводились Россией и Китаем. Памятник был подарен китайской стороне международным благотворительным фондом «Диалог культур – Единый мир».
На торжественной церемонии открытия памятника присутствовали посол России в Китае Андрей Денисов, китайский космонавт Цзин Хайпэн, который знаменит тем, что первым из представителей этой страны совершил два полёта на орбиту, также на церемонии находились представители СМИ и китайских общественных организаций.
Торжественная часть церемонии проводилась на территории Российского культурного центра в китайской столице.
Проводивший церемонию открытия российский посол отметил, что установка этого памятника является символом тесного сотрудничества между Россией и Китаем.
Помимо официальных гостей, на церемонию приехали и простые граждане Китая, среди которых немало тех, кто желал выразить своё уважение к первому космонавту и возложить цветы к его первому в Китае памятнику.

## Описание памятника
Памятник представляет из себя выполненный из бронзы бюст Юрия Гагарина, на котором первый космонавт Земли представлен в шлеме от космического скафандра. При этом у него поднято забрало, что позволяет видеть лицо космонавта. Ниже шлема в скульптурном изображении представлена также и часть скафандра.
Памятник размещён на сером гранитном постаменте таким образом, что лицо космонавта находится приблизительно на уровне головы человека среднего роста.
На постаменте с лицевой стороны укреплена табличка, на которой на русском и китайском языках написано имя Юрия Гагарина.